# Kindamba
Kindamba es una localidad de la República del Congo, constituida administrativamente como un distrito del departamento de Pool en el sureste del país.
En 2011, el distrito tenía una población de 17 295 habitantes, de los cuales 8241 eran hombres y 9054 eran mujeres.
La localidad fue fundada como misión en 1924 por la Congregación del Espíritu Santo.
Se ubica unos 100 km al noroeste de la capital nacional Brazzaville, en el cruce de las carreteras P20 y P22.

## Comunicaciones
Posee un aeropuerto local.